# Ralf Moeller
Ralf Rudolf Moeller (Recklinghausen, 12 de janeiro de 1959) é um ator alemão e ex- fisiculturista competitivo. Ele é conhecido por seus papéis de Brick Bardo em Cyborg, Kjartan em The Viking Sagas, o personagem-título do programa de televisão Conan the Adventurer, Hagen em Gladiator, Thorak em The Scorpion King e Ulfar em Pathfinder. 

## Carreira
Ele começou no fisiculturismo aos 17 anos e foi o campeão alemão em 1984. Ele competiu no Mr. Olympia em 1988 ao lado de Lee Haney, Shawn Ray e outros. Ele é um dos campeões de fisiculturismo mais alto até hoje com 1,96 m, pesando 131 quilos em 1988. 
Möller iniciou sua carreira no cinema em 1989 com o filme Cyborg. Em 1992, ele apareceu em Soldado Universal com Dolph Lundgren e Jean-Claude Van Damme. Em 1993, ele interpretou o vilão Brakus ao lado de Phillip Rhee e Eric Roberts em Best of the Best 2. Nessa época, ele sofreu uma grave lesão no pescoço em Las Vagas e teve que se submeter a meses de fisioterapia e teve sorte de sobreviver. A lesão veio como resultado de participar de competições de artes marciais, onde ele manteve seu título por muitos anos, até sua derrota e lesão no pescoço. Depois disso, as competições cessaram e Ralf mudou-se da área se aposentando de todas as artes marciais, pois se sentia com sorte por ter sobrevivido. Seus dois maiores papéis no cinema mainstream até agora são Gladiator, deRidley Scott, e The Scorpion King de 2002. Além desses dois filmes, ele interpretou o personagem principal em As Sagas Viking, e Conan, o Bárbaro na série de TV Conan. O show foi ao ar em 1997-1998 com a premissa de que Conan e seus três companheiros foram escolhidos pelo deus Crom para lutar e derrotar o malvado Hissah Zul e se tornar rei. 
Em The Bad Pack (1997) e Gladiator (2000), Möller apareceu ao lado de seu colega fisiculturista Sven-Ole Thorsen.
Em 2003 teve uma participação especial no videoclipe de Maria (I Like it Loud), da Scooter, banda alemã de techno. 
Ele continuou a aparecer em El padrino (2004), sequência de The Bad Pack, mais uma vez interpretando o Agente Especial Kurt Mayers. Möller interpretou Hammacher no filme Beerfest de 2006. 

## Filmografia

### Filmes e televisão
| Year      | Title                                      | Role                      | Language | Notes                  |
| --------- | ------------------------------------------ | ------------------------- | -------- | ---------------------- |
| 1988      | Tatort                                     |                           | German   | TV series: 1 episode   |
| 1989      | Cyborg                                     | Brick Bardo               | English  | As Rolf Muller         |
| 1990      | it                                         | Serghjei                  | Italian  | As Ralf Rudolf Möller  |
| 1992      | Universal Soldier                          | GR76                      | English  |                        |
| 1993      | Best of the Best 2                         | Brakus                    | English  |                        |
| 1994      | Der unbekannte Deserteur                   | Soldier                   | German   | Short                  |
| 1996      | The Viking Sagas                           | Kjartan                   | English  |                        |
| 1997      | Batman & Robin                             | Arkham Asylum Guard #2    | English  |                        |
| 1997      | The Bad Pack                               | Kurt Mayer                | English  |                        |
| 1997-1998 | Conan the Adventurer                       | Conan the Barbarian       | English  | TV series: 22 episodes |
| 1998      | Der Clown                                  | Autobahnpolizist          | German   | TV                     |
| 2000      | Gladiator                                  | Hagen                     | English  |                        |
| 2000      | Der Superbulle und die Halbstarken         | Mark Kerner               | German   | TV film                |
| 2001      | Andromeda                                  | Jeger                     | English  | TV series: 1 episode   |
| 2001      | Sommer und Bolten: Gute Ärzte, keine Engel | Martin Ranklebe           | German   | TV series: 1 episode   |
| 2001      | Queen of Swords                            | Roman Petrov              | English  | TV series: 1 episode   |
| 2001      | Relic Hunter                               | Frank Kafka               | English  | TV series: 1 episode   |
| 2002      | Mutant X                                   | Lieutenant Bo Longstreet  | English  | TV series: 1 episode   |
| 2002      | The Scorpion King                          | Thorak                    | English  |                        |
| 2003      | The Paradise Virus                         | Joseph                    | English  | TV film                |
| 2003      | Held der Gladiatoren                       | Ferox                     | German   | TV film                |
| 2004      | El padrino                                 | Special Agent Kurt Meyers | English  |                        |
| 2004      | Hai-Alarm auf Mallorca                     | Sven Hansen               | German   | TV film                |
| 2004      | Dark Kingdom: The Dragon King              | King Thorkilt             | English  | TV film                |
| 2005      | My Suicidal Sweetheart                     | Bruno                     | English  |                        |
| 2006      | Scooter: Excess All Areas                  | Disco Dancer - 'Maria'    | English  | Direct-to-Video Film   |
| 2006      | Beerfest                                   | Hammacher                 | English  |                        |
| 2006      | Ozzie                                      | Tank Emerson              | English  |                        |
| 2007      | Pathfinder                                 | Ulfar                     | English  |                        |
| 2007      | Seed                                       | Warden Arnold Calgrove    | English  |                        |
| 2007      | Postal                                     | Officer John              | English  |                        |
| 2008      | Alone in the Dark II                       | Boyle                     | English  | Direct-to-Video Film   |
| 2008      | Far Cry                                    | Max Cardinal              | English  |                        |
| 2008      | Time of the Comet                          | Freiherr von Keittel      | Albanian |                        |
| 2009      | Dejection                                  | Superstitious Boss        | English  | Short Film             |
| 2010      | Tales of an Ancient Empire                 | General Hafez             | English  |                        |
| 2010      | Küstenwache                                | William Forges            | German   | TV series: 1 episode   |
| 2010      | The Tourist                                | Jail Bird Lunt            | English  |                        |
| 2012      | Slave                                      | Frank                     | German   |                        |
| 2012      | Alarm für Cobra 11 – Die Autobahnpolizei   | Andri Vladic              | German   | TV series: 1 episode   |
| 2014      | Sabotage                                   |                           | English  |                        |

### Videoclipes
| Ano  | Título                 | Artista | Gênero        |
| ---- | ---------------------- | ------- | ------------- |
| 2003 | Maria (I Like It Loud) | Scooter | Música techno |